# 中国电力出版社
中国电力出版社（中国电力出版社有限公司），始于1951年，隶属于国家电网公司。出版物涵盖电气工程、能源动力工程、水利水电工程、电工电子技术、自动化技术、建筑工程、机械工程、交通运输工程、计算机科学与技术、经济管理、外语、少儿与科普等领域。曾多次获得“国家图书奖”、“中国图书奖”和“国家音像制品奖”等奖项。